# 龙山文化博物馆
龙山文化博物馆，原称城子崖遗址博物馆，位于中华人民共和国山东省济南市章丘区龙山街道城子崖遗址东北角的一座国有博物馆、历史文化旅游景区。该馆于1994年9月正式向公众开放，2013年改为现名，是山东省首座史前遗址博物馆、山东省和济南市首批爱国主义教育基地。

## 历史
1928年，考古学家吴金鼎首先在山东省济南市历城县龙山镇（今章丘区龙山街道）发现文化遗迹，并在1931年进行了考古发掘，后该遗址被定名为城子崖遗址，而所发现的古代文化类型被定名为龙山文化。城子崖遗址西距济南市35公里，东北距汉代平陵故城约2公里，西北隔武原河与原龙山镇相对。
1961年，城子崖遗址被中国国务院列为首批全国重点文物保护单位。1994年9月，位于遗址东北角的城子崖博物馆正式建成。2012年，有研究者实地考察后称城子崖遗址保护不力且缺乏开发，仅有的城子崖遗址博物馆年久失修，一片破败。而据章丘市文物局局长李东燕介绍，该馆在2012年时已经比较陈旧，不仅墙皮严重脱落，展厅内也已出现漏雨，而且展览手段陈旧，已无法满足参观需求。
2012年10月，城子崖遗址博物馆改造提升工程启动，主要对博物馆进行加固、内部改造提升，并新增参观者休息区、学术报告厅等。2013年9月，改造提升工程结束，并正式更名为龙山文化博物馆，9月10日试运行，10月份正式运营。

## 建筑
该馆占地2万平方米，建筑面积达5千多平方米，原展陈面积1000平方米，2012年提升工程后展陈面积为3000平方米。博物馆由中国社会科学院考古研究所古建筑专家扬洪勋设计，是一座仿照原始社会土城风格的土堡式建筑。

## 展览
该馆提升改造前共有实物展品187件，提升工程后展出文物有近300件，并设有部分仿制文物。展厅包括序厅、“龙山破晓——西河、小荆山遗址”、“文明之星——城子崖遗址与龙山文化”、“考古圣地——城子崖遗址的发现与发掘”、“济南寻根——东平陵城”及结束语等六部分。

## 备注
1. ↑  所谓“城子崖”是指一处3至5米高的长方形丘陵台地，因其外形像城垣而得名[3]
2. ↑  一说1991年[5]